# Villa di Briano
Villa di Briano es un municipio en la provincia de Caserta, en la región italiana de Campania, situada a 20 km al noroeste de Nápoles y a 15 km al sudoeste de Caserta. 
Esta ciudad limita con los siguientes municipios: Casal di Principe, Casapesenna, Frignano, San Cipriano d'Aversa, San Marcellino, San Tammaro.

## Demografía
| Gráfica de evolución demográfica de Villa di Briano entre 1861 y 2001 |
|                                                                       |
| Fuente ISTAT - elaboración gráfica de Wikipedia                       |